# Curio City
Albums de Charlie Winston
Running Still
(2011) Square 1
(2018)
Curio City est le troisième album de Charlie Winston, sorti le 26 janvier 2015. Un premier extrait, Lately, est sorti en novembre 2014.

## Liste des pistes
1. Wilderness
2. Truth
3. Say Something
4. Fear & Love
5. Too Long
6. A Light (Night)
7. Another Trigger
8. Lately
9. Just Sayin
10. A Light (Day)
11. Evening Comes
12. Stories
13. Too Long (radio edit)
14. Lately (Tobtok remix)
15. Lately (The Avener Rework)